# Volcán de Agua
Der Volcán de Agua (dt. „Wasservulkan“) ist ein seit Mitte des 16. Jahrhunderts inaktiver Stratovulkan nahe der Stadt Antigua Guatemala. Seine Höhe beträgt 3760 m. Der Vulkankegel ist symmetrisch und stark bewaldet. Er liegt gegenüber den Zwillings-Vulkanen Fuego und Acatenango. Der Vulkankomplex wird durch basaltisch-andesitische Ablagerungen gebildet. Sechs kleine Seitenkrater befinden sich an der Nordwest-Flanke, zwei weitere an der Süd-Flanke. Das symmetrische Profil des Vulkans deutet auf ein relativ junges Alter hin, wobei bis anhin keine Ausbrüche datiert wurden respektive bekannt sind.

## Geschichte
Der Name ‚Agua‘ geht auf ein Umweltereignis im 16. Jahrhundert zurück. Dabei füllte sich der Krater des Vulkans mit Wasser und zerbarst letztlich am 11. September 1541 unter dem steigenden Druck. Der Lahar (Geröll- und Schlammlawine) zerstörte die damalige guatemaltekische Hauptstadt (Ciudad Vieja), welche durch die spanischen Eroberer wenige Jahre zuvor gegründet worden war. Diese Katastrophe führte in der Folge zur Gründung der neuen Hauptstadt ‚Antigua‘.

## Fotos

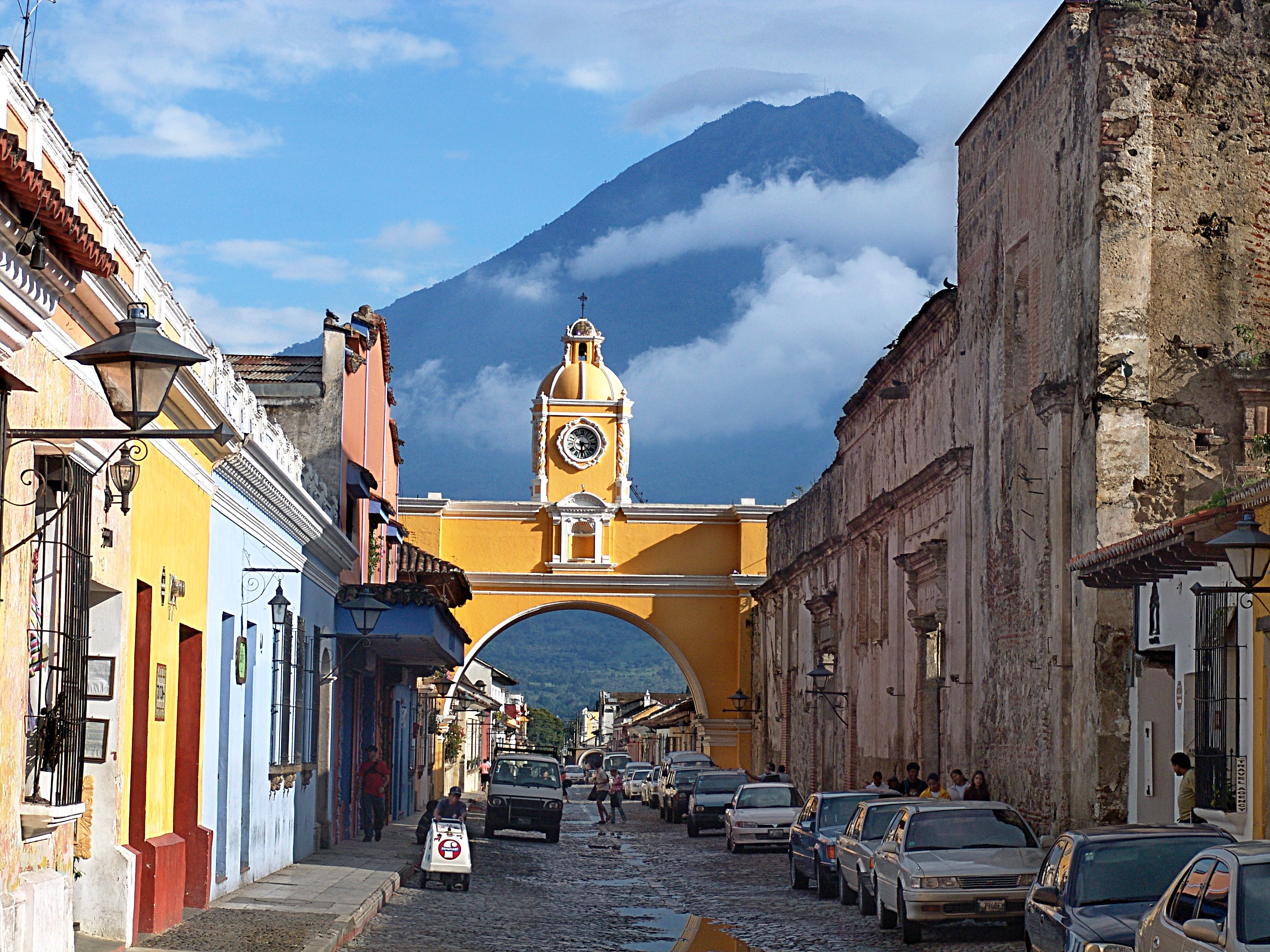
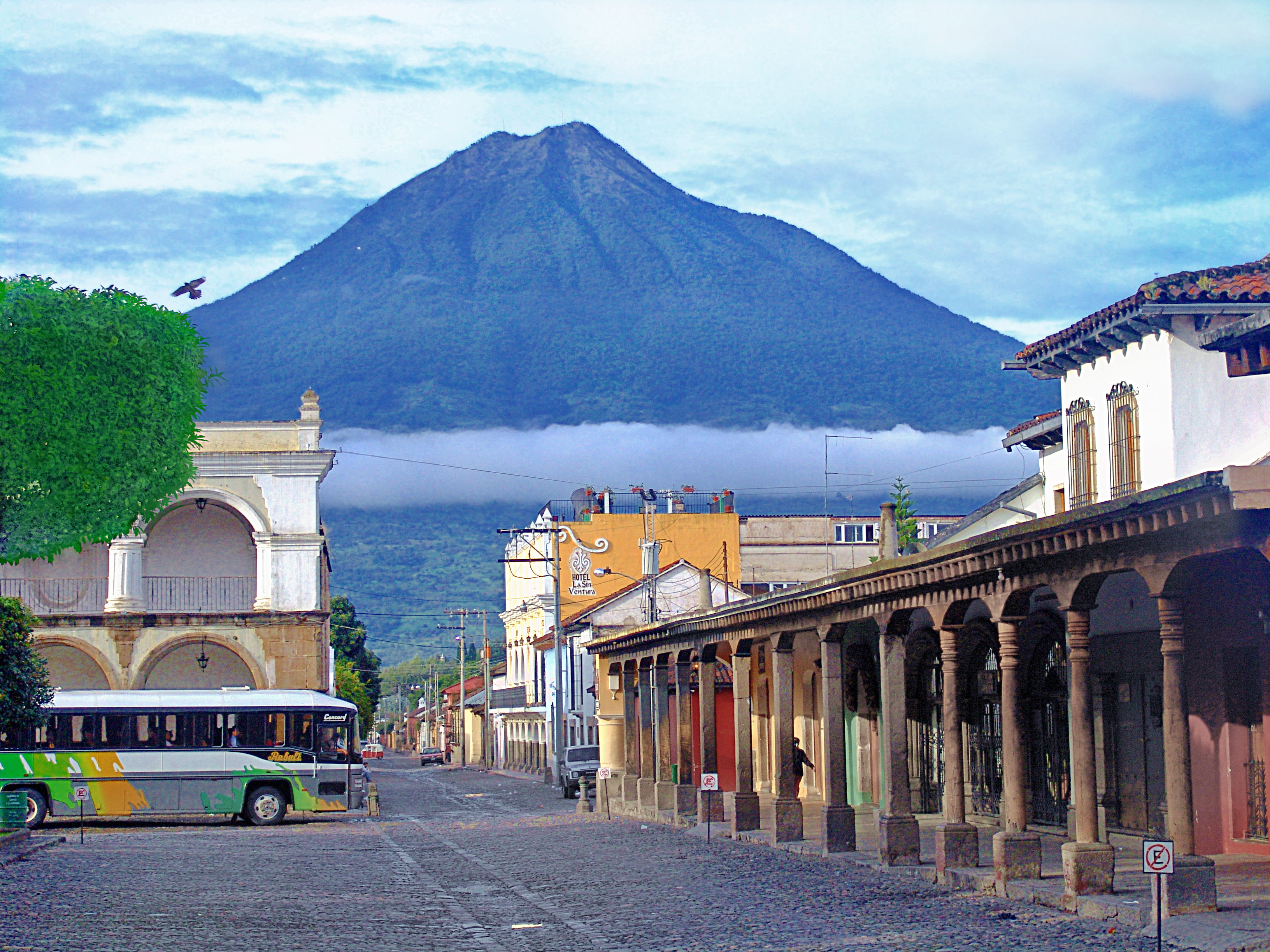
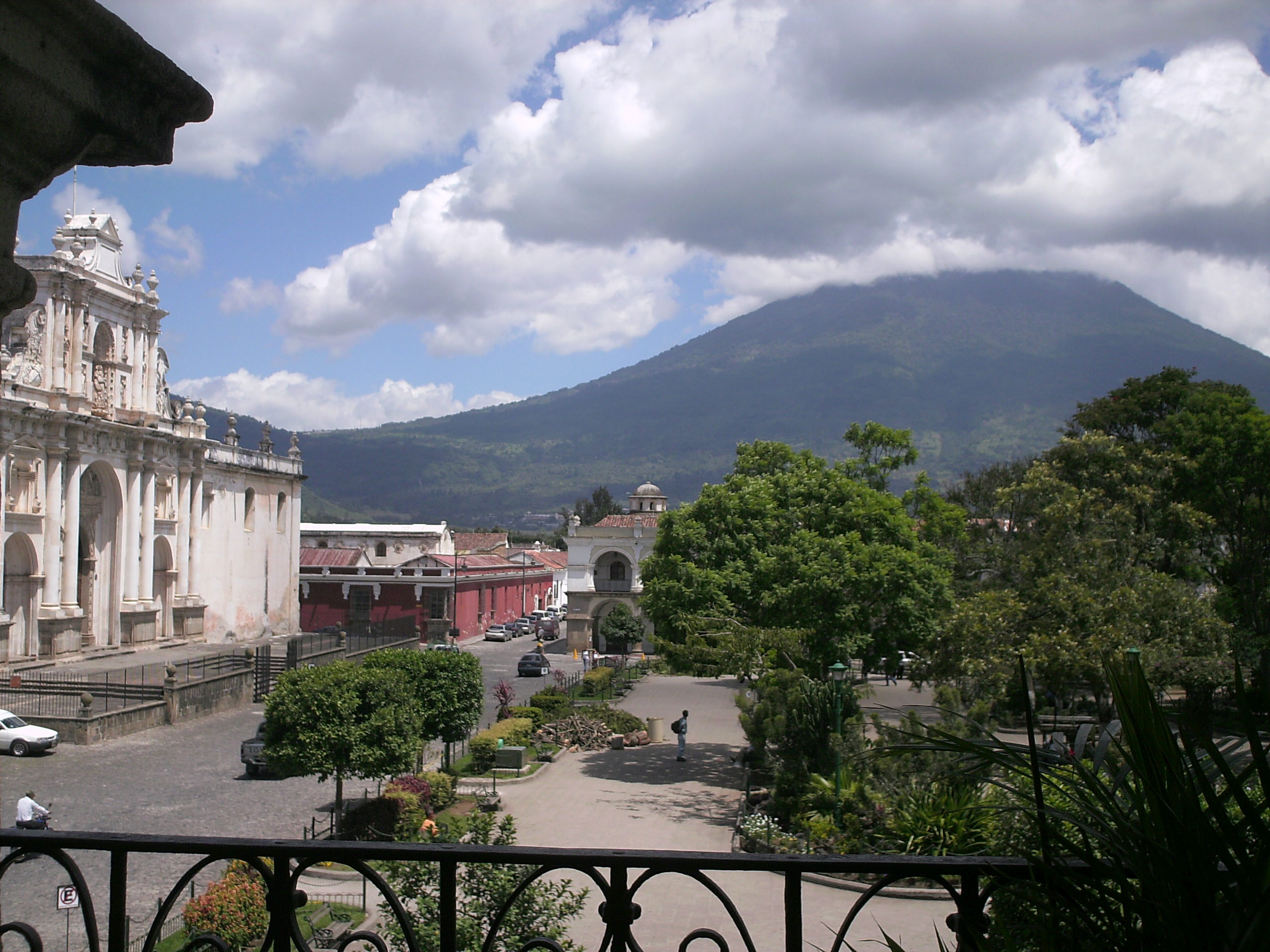
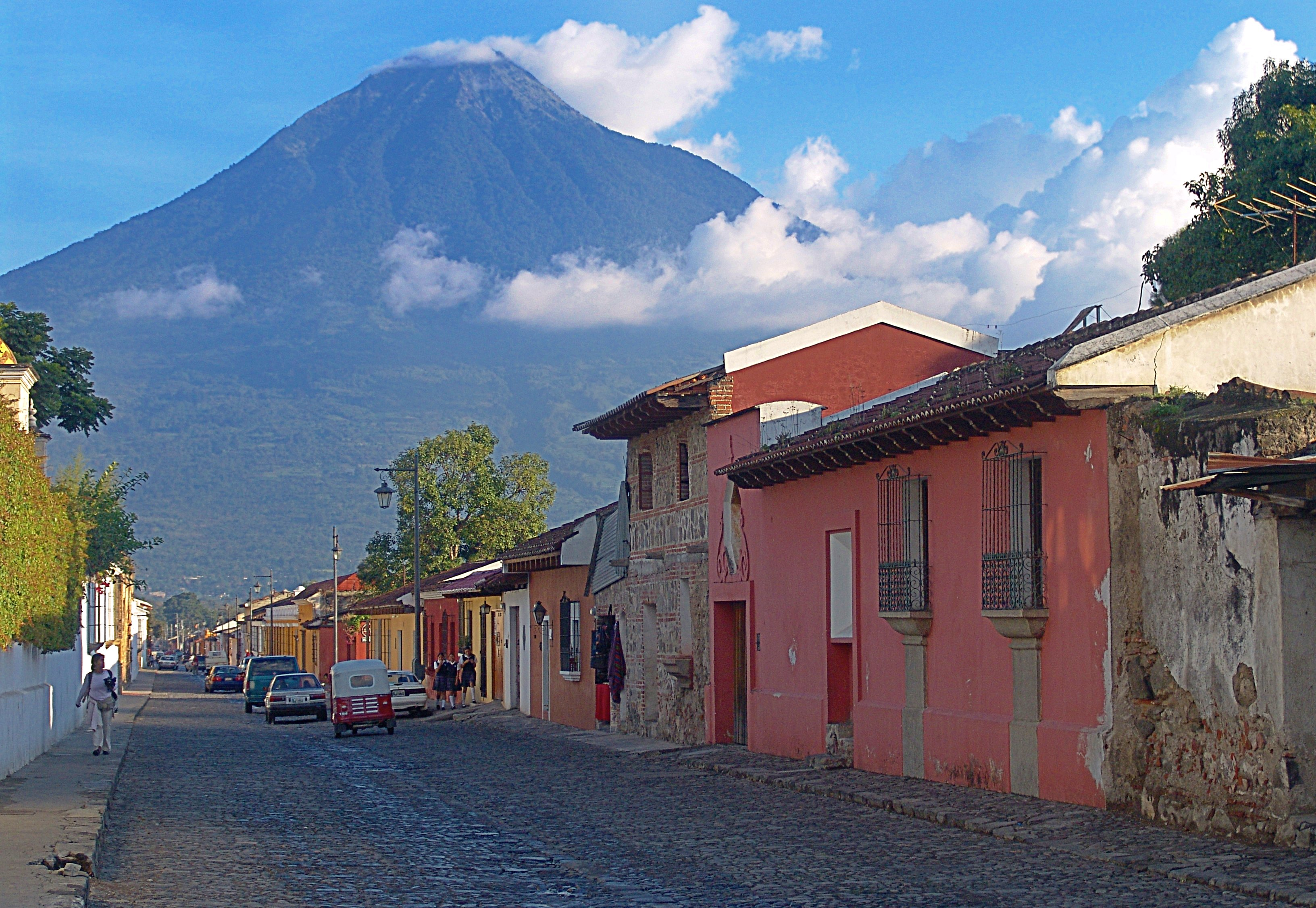
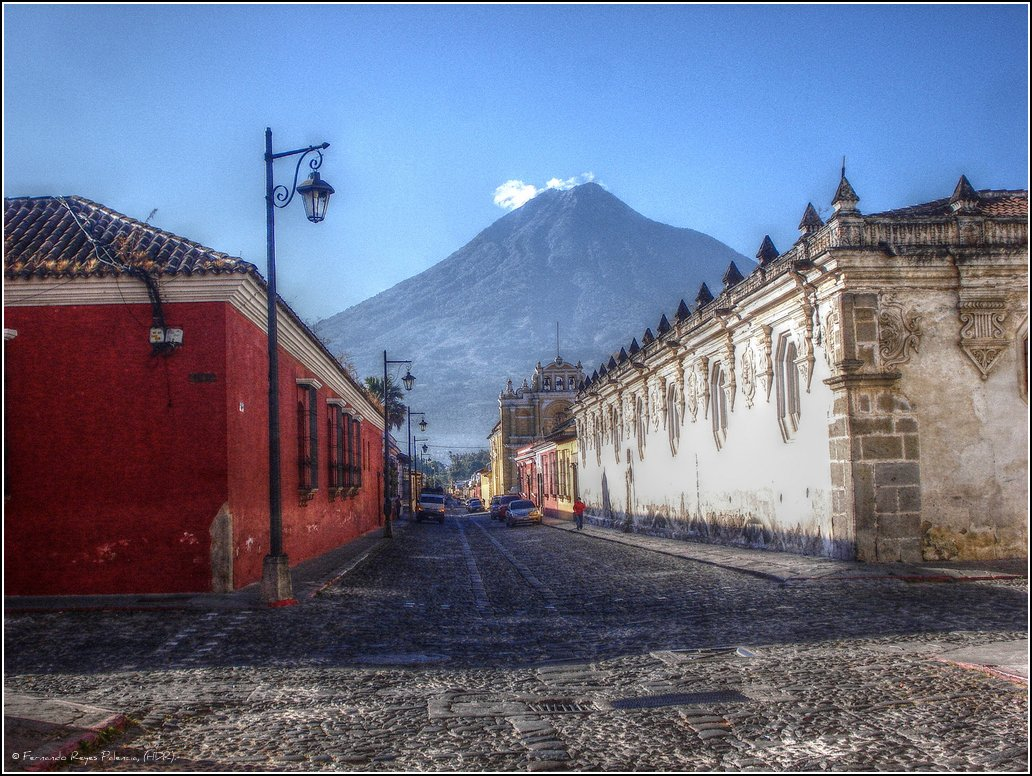
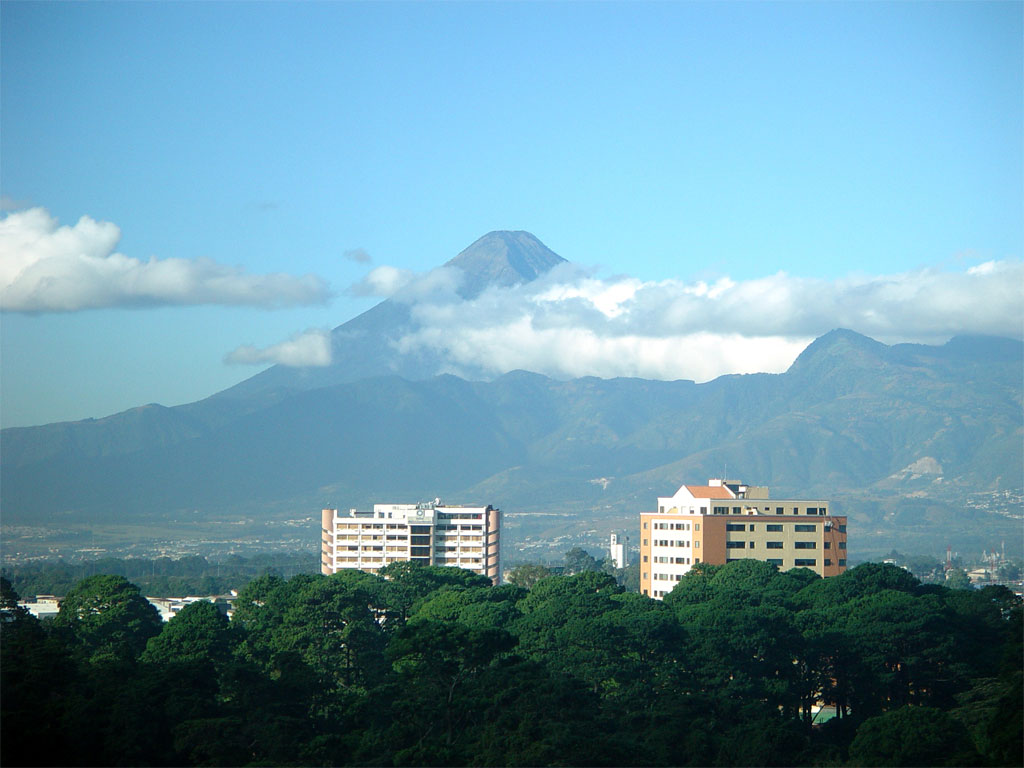
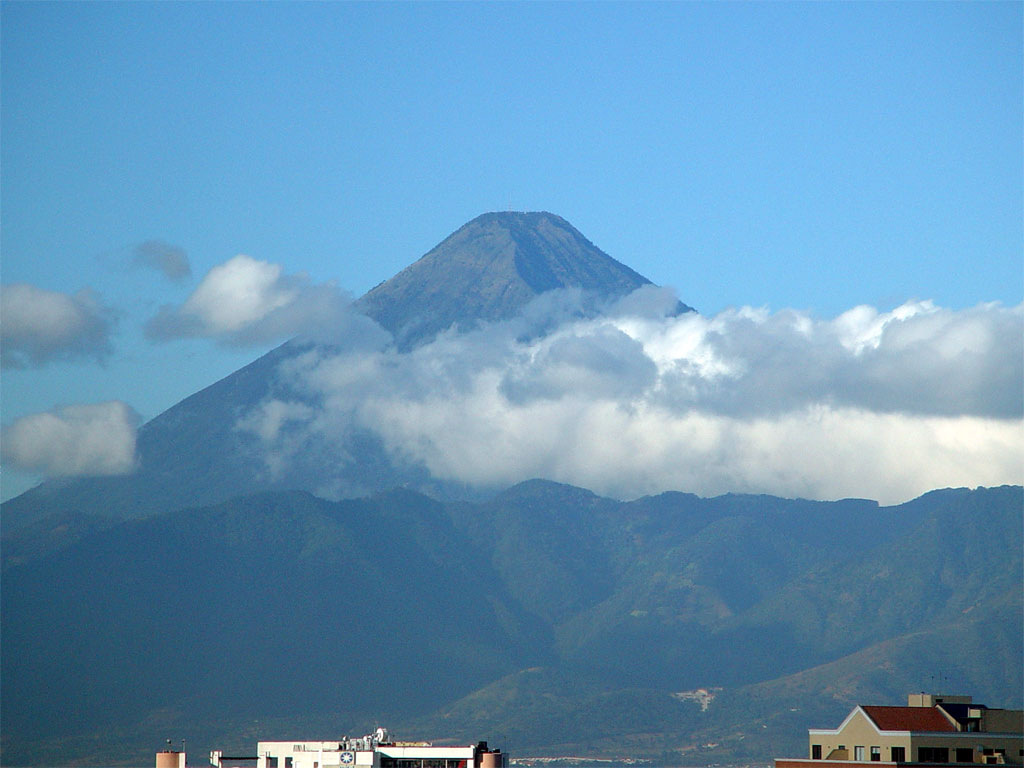
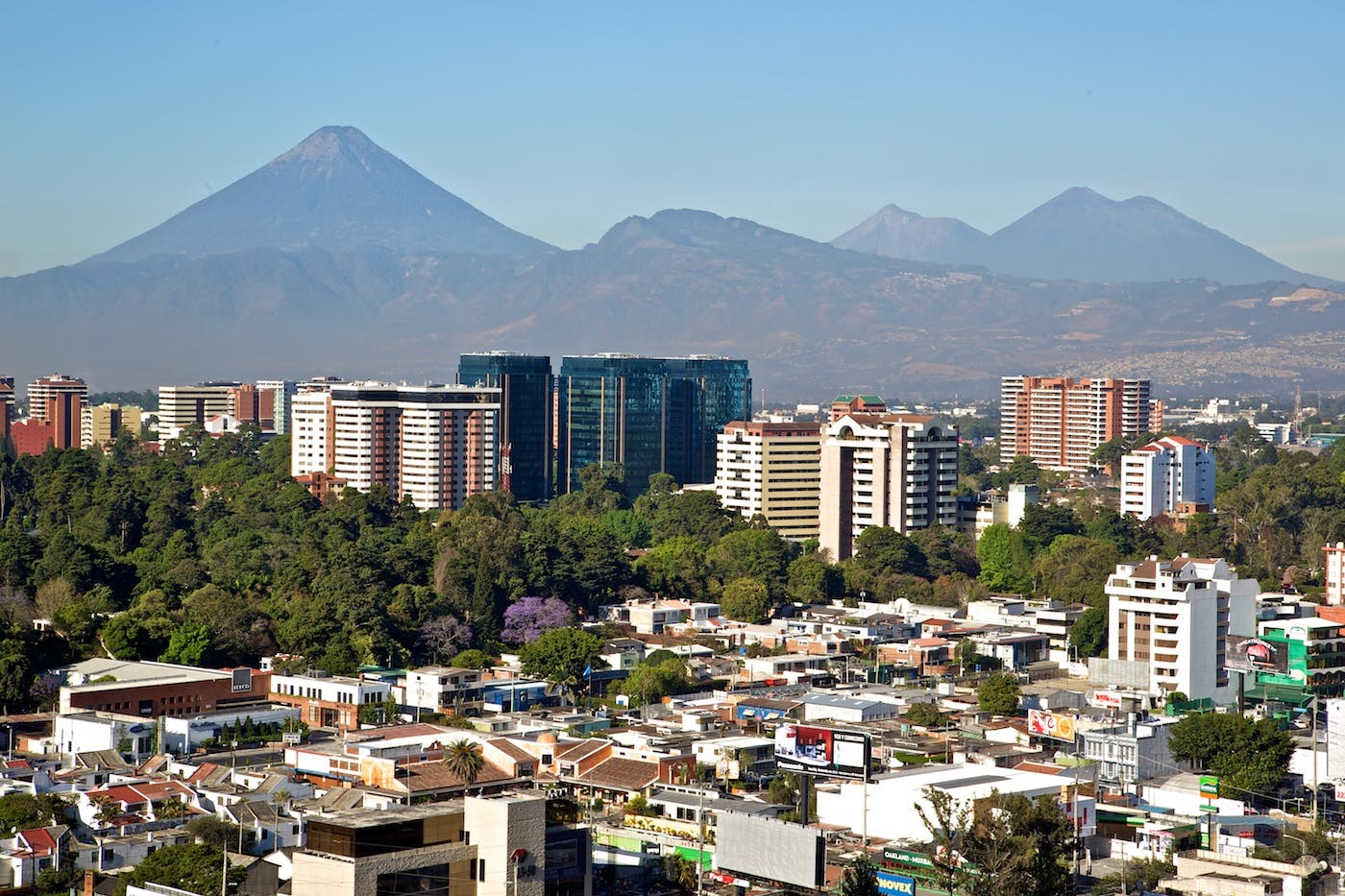